# Салмон (Библија)
Салмон (хебрејски: שלמון Салмон) је личност која се помиње у родословима Исуса Христа у Хебрејском Старом завету и у  Новом завету.
Био је син Насонов, ожењен „Рахавом“ из Јеванђеља по Матеју 1:5, а Воаз (или Бооз) је био њихов син. Дакле, према библијском родослову, Салмон је Давидов пра-пра-деда по патрилинеру. Салмон се помиње у Првој књизи Дневника (1. Дневника 2:10–11), Књизи о Рути (Рута 4:20,21), Јеванђељу по Матеју 1:4-5 и Јеванђељу по Луки 3:32. Насон је био један од израелских вођа присутних са Мојсијем током егзодуса из Египта који је предузео „попис целокупне скупштине синова Израелових“ и стога би Салмон вероватно био савременик Исуса Навина и део генерација Израелаца која је ушла у Обећану земљу.
Рахавин брак са Салмоном се не помиње у извештају о њеном скривању. Јошуини гласници послани да шпијунирају Јерихон, иако се у наративу о њеној улози закључује да „она живи у Израелу до данас“.